# 腹斑小鱸
腹斑小鱸為輻鰭魚綱鱸形目鱸亞目河鱸科小鱸屬的其中一種，該物種分布於美國的淡水流域，棲息在中底層水域，生活習性不明。